# Frederic Manfredi

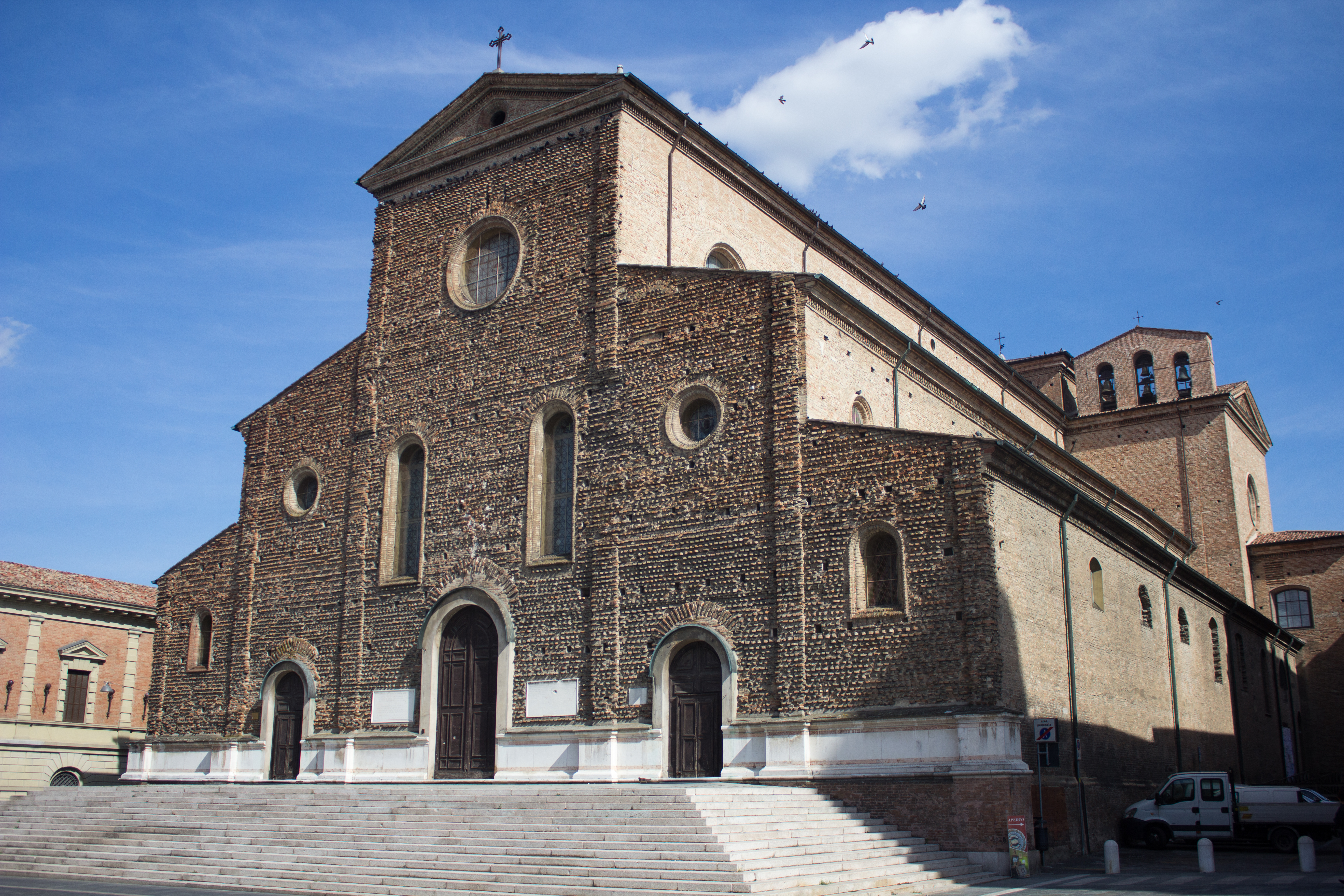
Imatge de la Catedral de Faenza, d'on en fou bisbe titular.

Frederic Manfredi (Faenza, 1441 - Rímini, 1484) va ser fill d'Astorgi II Manfredi. Dedicat a la carrera religiosa va ser canonge de la catedral de Faenza el 1450, protonotari apostòlic el 1453, i el 1463 va ser elegit bisbe de Faenza però va ser recusat pel Papa Pius II. Finalment va ser bisbe de Faenza el 1469. Lloctinent de Faenza el 1477. Va morir de pesta el 1484. Tot i la seva condició sacerdotal, va ser un home d'armes i va deixar quatre fills naturals: Carles, Marcantonio, Gerolamo (els tres patricis de Faenza i de Venècia) i Lucia (monja benedictina).